# Rhopalorhynchus lomani
Rhopalorhynchus lomani är en havsspindelart som beskrevs av Stock, J.H. 1958. Rhopalorhynchus lomani ingår i släktet Rhopalorhynchus och familjen Colossendeidae. Inga underarter finns listade i Catalogue of Life.